# Žan Majer
Žan Majer, slovenski nogometaš, * 25. julij 1992, Maribor.
Majer je profesionalni nogometaš, ki igra na položaju vezista. Od leta 2025 je član italijanskega kluba Mantova in od leta 2018 tudi slovenske reprezentance. Pred tem je igral za slovenska kluba Aluminij in Domžale, ruski Rostov ter italijanske Lecce, Reggino in Cremonese. Skupno je v prvi slovenski ligi odigral 130 tekem in dosegel sedem golov. Z Domžalami je osvojil slovenski pokal leta 2017. Bil je tudi član slovenske reprezentance do 21 let in reprezentance B.